# اورکارد (کالیفرنیا)
اورکارد (به انگلیسی: Orchard) یک منطقهٔ مسکونی در ایالات متحده آمریکا است که در شهرستان مورگان، کلرادو واقع شده‌است. اورکارد ۱٬۳۴۵ متر بالاتر از سطح دریا واقع شده‌است.